# Samuel Barron
Samuel Barron (1765-1810) fue un oficial de la Armada de Estados Unidos, nacido en Hampton, Virginia, hermano mayor de John Barron, que ejerció idéntico empleo. Hijo de un marino mercante que se había unido a las milicias durante la guerra de Independencia de Estados Unidos, estudió en el William and Mary College y también combatió en la Armada del Estado de Virginia en la fase final de la guerra. Tras años como marino mercante se incorporó a la naciente Armada estadounidense en 1798.
En 1798, Barron fue asignado al mando del USS Augusta y tomó parte en la Cuasi-Guerra. Durante la primera guerra berberisca, comandó el USS President, relevando a Edward Preble durante la batalla del puerto de Trípoli. En 1805, sin embargo, y debido a su mala salud, cedió el mando a John Rodgers. De regreso a su país fue nombrado para el mando de los astilleros Gosport, en Virginia. Gravemente enfermo, no llegaría a recobrarse, falleciendo a los 45 años.